# Albigny-sur-Saône
Albigny-sur-Saône település Franciaországban, Métropole de Lyon különleges státuszú nagyvárosban (métropole: nagyjából „megyei jogú város”). Lakosainak száma 3013 fő (2022. január 1.). Albigny-sur-Saône Couzon-au-Mont-d’Or, Curis-au-Mont-d’Or, Fleurieu-sur-Saône és Neuville-sur-Saône községekkel határos.

## Népesség
A település népességének változása:
| Lakosok száma | 2836 | 2871 | 2880 | 2911 | 2947 | 2982 | 2991 | 3013 |
|               | 2015 | 2016 | 2017 | 2018 | 2019 | 2020 | 2021 | 2022 |